# Villa Lagarina
Villa Lagarina és un municipi italià, dins de la província de Trento. L'any 2007 tenia 3.489 habitants. Limita amb els municipis d'Arco, Cavedine, Cimone, Drena, Isera, Nogaredo, Pomarolo, Ronzo-Chienis i Rovereto

## Administració
| Període    | Identitat     | Partit       |
| ---------- | ------------- | ------------ |
| 05/05/2014 | Romina Baroni | Lista cívica |